# Napanee
Napanee es una ciudad situada en la provincia canadiense de Ontario, aproximadamente a 40 kilómetros al suroeste de Kingston.
Las calles principales son Dundas Street y Centre Street. Dundas Street forma parte de la autopista provincial número 2, también conocida como Kingston Road, que recorre el centro de Toronto y la ciudad de Kingston. Centre Street recorre todo el centro de la ciudad, desde el área comercial moderna cerca de la autopista 401 hasta la parte rural.
Es conocido por ser el pueblo donde creció la cantante Avril Lavigne, quien hace referencia a él en sus canciones «My World», «Headset» y «Young & Dumb».

## Demografía
Población:
- Población en 2006: 15.400 (2001 a 2006: +1.8 %)
- Población en 2001: 15.132
- Población total en 1996: 14.994
  - Adolphustown: 946
  - Napanee: 5450
  - North Fredericksburgh: 3.258
  - Richmond: 4143
  - South Fredericksburgh: 1.197
- Población en 1991:
  - Adolphustown: 886
  - Napanee: 5179
  - North Fredericksburgh: 3.183
  - Richmond: 4037
  - South Fredericksburgh: 1.222

Total de viviendas privadas, excluyendo casas quinta: 6.118 (total: 6.695)
Lengua oficial:
- Inglés (oficial): 94.8 %
- Francés (oficial): 1.8 %
- Inglés y francés: 0 %
- Otras: 3.4 %